# Pallanuoto ai campionati mondiali di nuoto 1998 - Torneo femminile
Il quarto campionato mondiale di pallanuoto femminile si è giocato dall'8 gennaio al 16 gennaio 1998 a Perth, Australia, nell'ambito degli ottavi Campionati mondiali FINA.

## Squadre partecipanti
GRUPPO A
- Australia
- Brasile
- Canada
- Nuova Zelanda
- Russia
- Stati Uniti

GRUPPO B
- Grecia
- Italia
- Kazakistan
- Paesi Bassi
- Spagna
- Ungheria

## Fase preliminare

### Gruppo A
|    | Squadra       | Pt | G | V | P | S | GF | GS | Diff |
| -- | ------------- | -- | - | - | - | - | -- | -- | ---- |
| 1. | Canada        | 8  | 5 | 4 | 0 | 1 | 34 | 25 | +9   |
| 2. | Russia        | 7  | 5 | 3 | 1 | 1 | 49 | 28 | +21  |
| 3. | Australia     | 7  | 5 | 3 | 1 | 1 | 50 | 28 | +22  |
| 4. | Stati Uniti   | 5  | 5 | 2 | 1 | 2 | 36 | 31 | +5   |
| 5. | Brasile       | 3  | 5 | 1 | 1 | 3 | 29 | 44 | –15  |
| 6. | Nuova Zelanda | 0  | 5 | 0 | 0 | 5 | 27 | 69 | –42  |

### Gruppo B
|    | Squadra     | Pt | G | V | P | S | GF | GS | Diff |
| -- | ----------- | -- | - | - | - | - | -- | -- | ---- |
| 1. | Paesi Bassi | 10 | 5 | 5 | 0 | 0 | 49 | 16 | +33  |
| 2. | Ungheria    | 8  | 5 | 4 | 0 | 1 | 48 | 30 | +18  |
| 3. | Grecia      | 6  | 5 | 3 | 0 | 2 | 32 | 31 | +1   |
| 4. | Italia      | 4  | 5 | 2 | 0 | 3 | 48 | 33 | +15  |
| 5. | Spagna      | 2  | 5 | 1 | 0 | 4 | 15 | 35 | –20  |
| 6. | Kazakistan  | 0  | 5 | 0 | 0 | 5 | 19 | 66 | –47  |

## Fase Finale

### Quarti di Finale
| Ungheria    | 5 – 8  | Australia   |
| Canada      | 9 – 12 | Italia      |
| Paesi Bassi | 9 – 5  | Stati Uniti |
| Russia      | 8 – 6  | Grecia      |

### Semifinali
| Italia      | 10 – 9 | Australia |
| Paesi Bassi | 7 – 5  | Russia    |

### Finali
- 11º posto

| Nuova Zelanda | 9 – 7 | Kazakistan |

- 9º posto

| Spagna | 8 – 4 | Brasile |

- 7º posto

| Ungheria | 10 – 7 | Stati Uniti |

- 5º posto

| Grecia | 10 – 9 | Canada |

- 3º posto

| Australia | 8 – 5 | Russia |

- 1º posto

| Italia | 7 – 6 | Paesi Bassi |

## Classifica Finale
| Pos.    | Squadra       |
| ------- | ------------- |
| Oro     | Italia        |
| Argento | Paesi Bassi   |
| Bronzo  | Australia     |
| 4       | Russia        |
| 5       | Grecia        |
| 6       | Canada        |
| 7       | Ungheria      |
| 8       | Stati Uniti   |
| 9       | Spagna        |
| 10      | Brasile       |
| 11      | Nuova Zelanda |
| 12      | Kazakistan    |